# Geoglossum peckianum
Geoglossum peckianum är en svampart som beskrevs av Cooke 1875. Geoglossum peckianum ingår i släktet Geoglossum och familjen Geoglossaceae.   Inga underarter finns listade i Catalogue of Life.